# X & Y (film)
X & Y är en film från 2018 regisserad av Anna Odell. Filmen utforskar bland annat könsroller och sexuella beteendemönster.

## Mottagande
Enligt kritiker.se, som sammanställer svenska recensioner, fick filmen i genomsnitt 3,4 av 5 baserat på 12 recensioner.
Vid Guldbaggegalan 2019 nominerades den till två priser: bästa manliga biroll (Jens Albinus) och bästa kvinnliga biroll (Trine Dyrholm).